# Charles Henri Joseph de Rasse

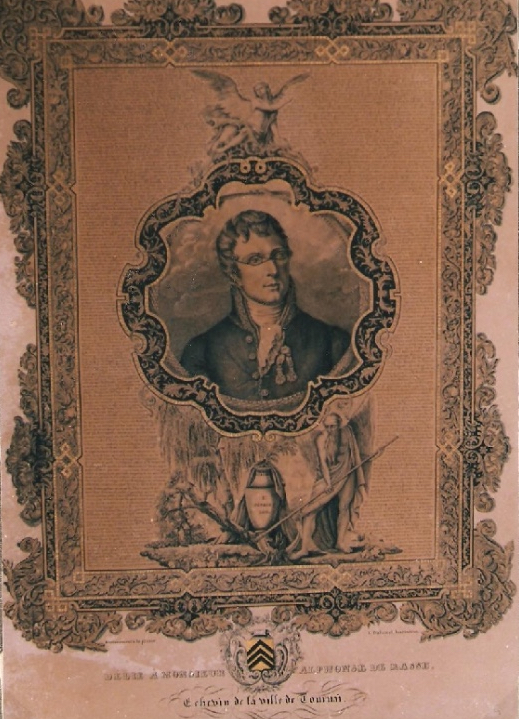

Chevalier Charles Henri Joseph de Rasse (* 3. Dezember 1774 in Tournai; † 31. Januar 1818 ebenda) war Bürgermeister der Stadt Tournai.

## Leben und Wirken
Charles Henri Joseph de Rasse studierte am College Saint-Paul in seiner Heimatstadt und am College der Oratorianer in Juilly. Er begann eine Laufbahn als Beamter und wurde mit 26 Jahren Mitglied der Kommission für die nicht kirchlichen Hospize. Vier Jahre später (1804) wurde Rasse Bürgermeister von Tournai. Besondere Verdienste erwarb er sich im Februar 1814 bei Besetzung der Stadt durch die Truppen der antinapoleonischen Koalition. 1817 erhielt Rasse den Orden vom Niederländischen Löwen.
Rasse hatte zwei Söhne, den Diplomaten Jules (1808–1883) und Alphonse, (Tournai, 18. Juni 1813 – 2. Mai 1892), Belgischer senator und Bürgermeister von Tournai.

## Nachweise
- Académie Royale des Sciences, des Lettres et des Beaux-Arts de Belgique: Biographie Nationale de Belgique. Band 18, Thiry, Brüssel 1905, S. 38 ff.
- Frédéric Hennebert, Notice biographique sur Charles Henri Joseph De Rasse, maire de Tournai, né en cette ville le 3 décembre 1774, et mort en janvier 1818, 1818